# Guerre russo-polonaise de 1792
Pour les articles homonymes, voir Guerre russo-polonaise.
Batailles
- Mir
- Boruszkowce
- Zieleńce
- Dubienka
- Zelva
- Krzemień
- Markuszów

La guerre russo-polonaise de 1792 ou guerre du deuxième partage ou guerre pour la défense de la Constitution 
oppose de mai à juillet 1792 la république des Deux Nations (Pologne et Lituanie) à l'Empire russe et à ses alliés polonais de la confédération de Targowica.
Le 18 mai 1792, environ 100 000 soldats russes franchissent la frontière polonaise et attaquent les forces de Pologne-Lituanie, fidèles au roi Stanislas II Auguste, à la Grande Diète et à la Constitution polonaise du 3 mai 1791.
La guerre prend fin dès juillet 1792 par la soumission du roi à la confédération de Targowica, qui obtient le retrait de la constitution. Mais, conséquence non prévue, la Prusse, qui n'est pas intervenue militairement, obtient tout de même de la Russie que la Pologne subisse son deuxième partage, réalisé en 1793.

## Contexte

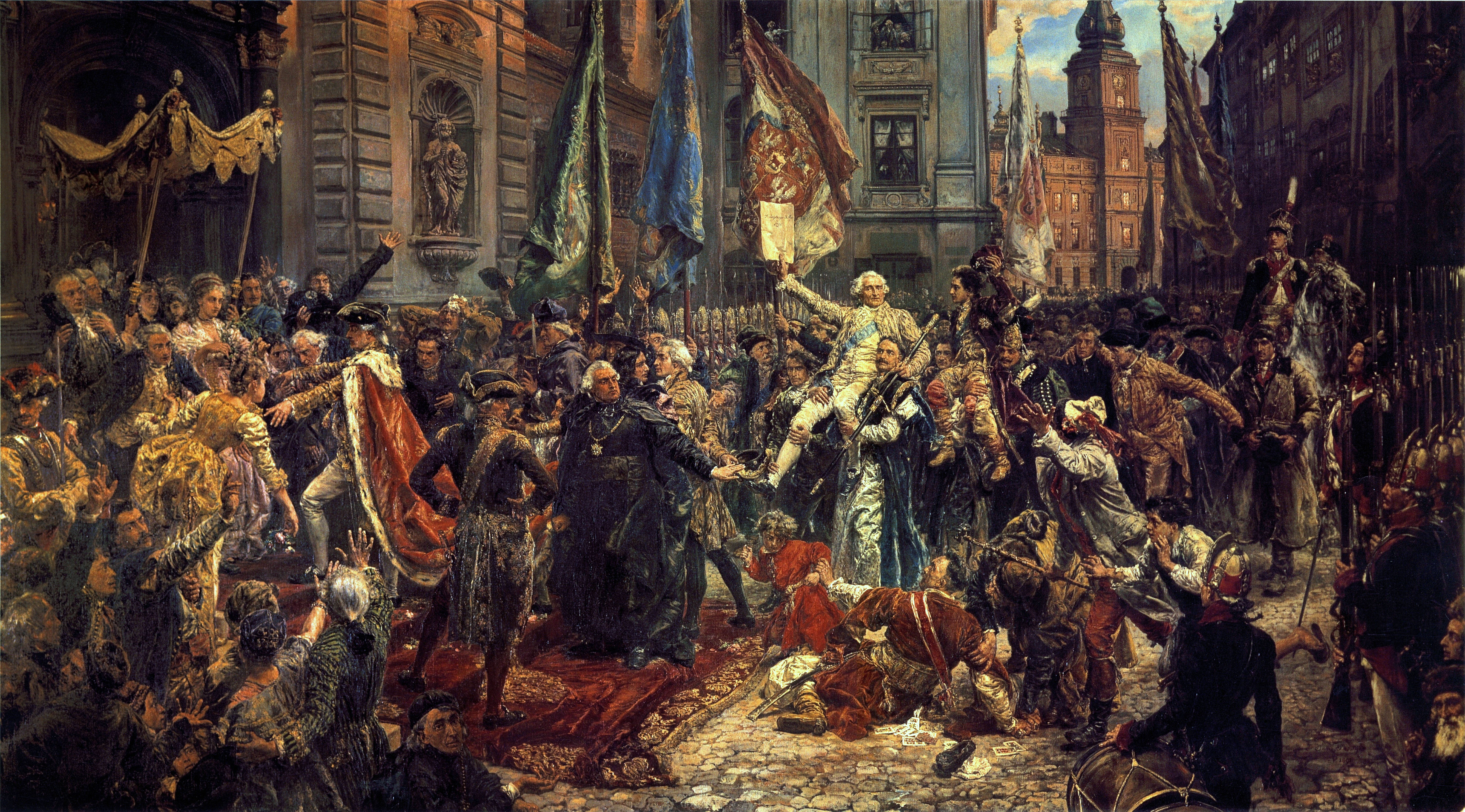
L'adoption de la Constitution du 3 mai 1791

### Les problèmes de l'État polono-lituanien au XVIIIesiècle
Au début du XVIIIe siècle, les magnats de Pologne et de Lituanie contrôlent l'État, ou plutôt, réussissent à faire en sorte que les réformes susceptibles d'affaiblir leur Liberté dorée ne puissent être entreprises. Abusant de la règle du liberum veto qui permet à tout député de paralyser les procédures de la Diète, les députés soudoyés par les magnats, les puissances étrangères ou tout simplement ceux qui continuent de croire qu'ils vivent dans un âge d'or sans précédent, paralysent le gouvernement de la République depuis plus d'un siècle,.
L'idée de réformer le gouvernement de la République apparaît au milieu du XVIIe siècle, mais elle est tout de suite considérée avec suspicion, non seulement par les magnats, mais aussi par les pays voisins, qui abhorrant l'idée d'une puissance renaissante à leurs frontières, avaient tout entrepris pour dégrader les relations entre le roi et la noblesse. L'armée de la République n'a alors que 16 000 hommes à présenter face aux armées de Russie forte d'environ 300 000 hommes, de Prusse forte d'environ 200 000 hommes et du Saint-Empire forte également d'environ 200 000 hommes.

### Le contexte international
Une conjoncture favorable à la Pologne se présente à la fin des années 1780. La Russie de Catherine II et l'Autriche de Joseph II sont engagées depuis 1787 dans une guerre contre la Turquie (Guerre russo-turque de 1787-1792 et guerre austro-turque de 1788-1791).
La Russie est aussi engagée dans une guerre contre la Suède (guerre russo-suédoise de 1788-1790),,,. Mais la paix est rétablie dès le 14 août 1790 (paix de Värälä).
Un traité d'alliance et d'amitié entre la Pologne-Lituanie et la Prusse est signé le 29 mars 1790 à Varsovie.
Mais la situation redevient moins favorable au début des années 1790 : la Révolution française incite plutôt à un renforcement des liens entre l'Autriche, la Prusse et la Russie, pour s'opposer à la mise en cause de l'ordre établi.

### LaGrande Dièteet la constitution de 1791
La Diète réunie en 1788 se lance dans un processus de réformes, et contrairement à l'habitude, elle va siéger pendant 4 ans. S'inspirant de ce qui se passe alors en France (à partir de juin 1789), le courant réformateur prend de l'importance : il prône une révolution sociale sans violence, donnant des droits à d'autres classes de la société que la noblesse.
Le roi est poussé à adopter une nouvelle constitution. Celle-ci est promulguée le 3 mai 1791,,, et reçoit un large soutien populaire. La constitution prévoit aussi un renforcement du pouvoir exécutif : entre autres, le roi ne sera plus élu, mais héréditaire ; le liberum veto disparait.

### Les réactions à la constitution
La tsarine Catherine II considère cela comme une atteinte au statut de « protecteur » de la Pologne qu'a de fait la Russie depuis quelques décennies : « La pire des nouvelles est arrivée de Varsovie : le roi polonais est presque devenu un souverain », dit Alexandre Bezborodko, important responsable des Affaires étrangères russes, quand il a apprend la nouvelle.
La Prusse (Frédéric-Guillaume II) est également opposée à la nouvelle Constitution polonaise. Elle craint qu'un État polonais renforcé ne devienne une menace et ne finisse par exiger la restitution des terres acquises lors du premier partage de la Pologne. Le ministre des Affaires étrangères, Schulenburg-Kehnert, déclare que la Prusse est dégagée de ses obligations du traité d'alliance de 1790.
La Constitution n'a pas été adoptée sans opposition au sein de la République elle-même. Des magnats, comme Franciszek Branicki, Stanislas Potocki, Séverin Rzewuski et Szymon et Joseph Kossakowski, ont été des opposants dès le début du processus. Une fois la constitution adoptée, ils sont prêts à tout revenir à l'état des choses antérieur.

### La confédération de Targowica
Le 9 janvier 1792 la Russie signe avec la Turquie le traité d'Iași, qui rétablit la paix. La Russie, libre de tout engagement militaire, peut maintenant s'occuper des affaires polonaises.
Les opposants polonais vont faciliter l'intervention de la Russie. Venus s'installer à Saint-Pétersbourg en janvier 1792, les magnats critiquent ouvertement la constitution, l'accusant de répandre « la contagion des idées démocratiques, après les exemples mortels établis à Paris ». Ils affirment que « le parlement […] a rompu toutes les lois fondamentales, balayé toutes les libertés de la noblesse […] Le 3 mai 1791 marque le début de la révolution ». Ils demandent à la tsarine de Russie d'intervenir et de rétablir leurs privilèges.
En avril-mai 1792, ils se forment en « confédération », à laquelle ils donnent le nom de confédération de Targowica, en référence à un village d'Ukraine polonaise. Le texte fondateur de la confédération, rédigé de concert avec le ministre russe de la Guerre, Vassili Stepanovitch Popov, est publié le 14 mai 1792. C'est un appel public à l'intervention russe, qui permet au gouvernement russe de la présenter comme un secours apportés aux Polonais contre des révolutionnaires factieux.
Le 18 mai 1792, l'ambassadeur de Russie en Pologne, Yakov Bulgakov, fait une déclaration de guerre au ministre polonais des Affaires étrangères Joachim Chreptowicz. Le jour même, les armées russes entrent en Pologne.

## Les forces en présence

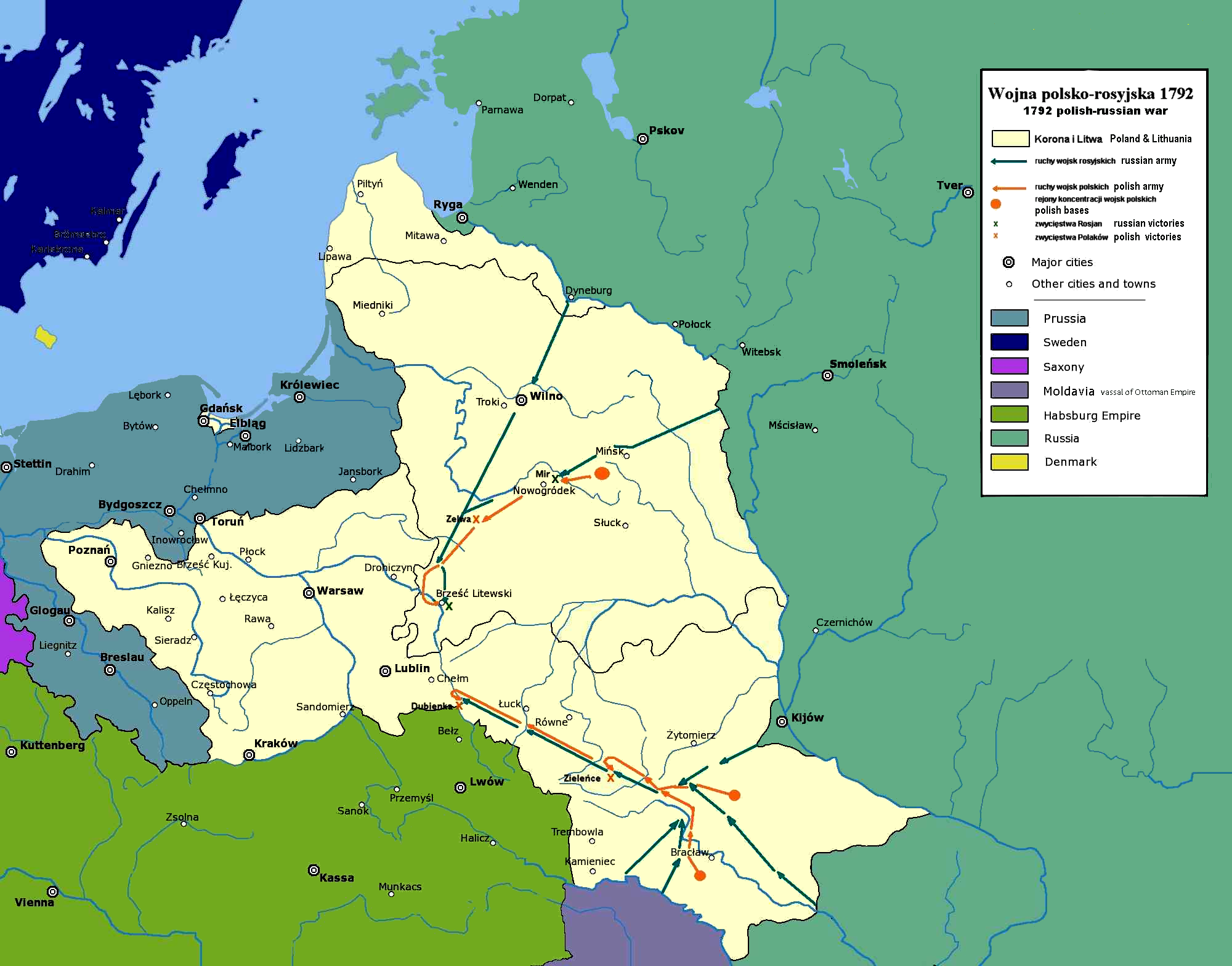
Théâtre des opérations

### L'armée russe
Les forces russes, environ 98 000 hommes aguerris par les conflits récents, sont divisées en deux armées commandées par Mikhaïl Kretchetnikov, qui doit attaquer au nord (grand-duché de Lituanie) et Mikhail Kakhovsky, au sud (Ukraine). La confédération de Targowica ne représente pas une force numérique importante et les tentatives des confédérés pour recueillir le soutien populaire lors du franchissement des frontières n'auront pas de succès.
L'armée de Kakhovsky, forte de 64 000 hommes, est répartie en quatre corps. Le 1er corps, environ 17 000 hommes, est placé sous le commandement du général Mikhaïl Koutouzov, le 2e, sous le commandement du général Ivan Dunin, le 3e, sous le général Otto Wilhelm Derfelden (de) et le 4e, sous les ordres du général Andreï Levanidov (ru).
Kakhovsky, traversant l'Ukraine polonaise, doit prendre  Kamieniec Podolski, Chełm et Lublin, puis atteindre Varsovie par le sud.
L'armée de Kretchetnikov, forte de 38 000 hommes, est également divisée en quatre corps : le 1er sous le commandement d'un Polonais, Szymon Kossakowski, membre éminent de la confédération de Targowica (7 300 hommes) ; le 2e corps (général Boris Mellin (pl)), compte 7 000 hommes ; le 3e corps (général Youri Dolgoroukov (en)), compte 15 400 hommes ; le 4e (général Ivan Fersen (ru)), compte 8 300 hommes.
Kretchetnikov doit avancer par Minsk, Wilno, Brest et Białystok, pour arriver à Varsovie par le nord.
Les Russes disposent d'un bon service de renseignement et sont au courant de la distribution des troupes polonaises, alors que les Polonais ont moins d'informations, souvent erronées. Ils sont surpris par l'entrée des Russes en Pologne.

### L'armée polono-lituanienne
Le commandement nominal des forces armées revient au roi Stanislas II Auguste, mais il a délégué le commandement effectif à son neveu, le prince Joseph Antoine Poniatowski. Pour affronter les Russes, Poniatowski a en théorie à sa disposition 48 000 hommes de l'armée du royaume de Pologne et environ 15 000 hommes de l'armée du grand-duché de Lituanie (alors qu'en 1789 la Diète avait décidé de porter les effectifs de l'armée de ligne à 100 000 hommes). Dans la pratique, les forces de la République ne comptent qu'environ 37 000 hommes. L'armée est en pleine réorganisation, manque d'équipement et de soldats expérimentés.
En Ukraine, les forces polonaises sont réparties en trois corps, commandés par Tadeusz Kościuszko, Michał Wielhorski et le prince Poniatowski lui-même.
L'armée du grand-duché, renforcée par une détachement polonais de 3 000 hommes, est commandée par le duc Louis de Wurtemberg, qui n'a rien prévu pour la guerre et dont les troupes ne sont pas prêtes au combat.
Une armée de réserve d'environ 8 000 hommes doit se rassembler à Varsovie sous le commandement du roi.
Quelques mois auparavant, Tadeusz Kosciuszko avait proposé de réunir toute l'armée polonaise afin de pouvoir affronter l'armée russe avec une certaine égalité numérique. Ce plan a été rejeté par le prince Poniatowski, qui a choisi une stratégie d'attente : éviter tout engagement important, en attendant les 30 000 hommes que la Prusse est censée envoyer.

## Le conflit

### Les opérations sur le front sud

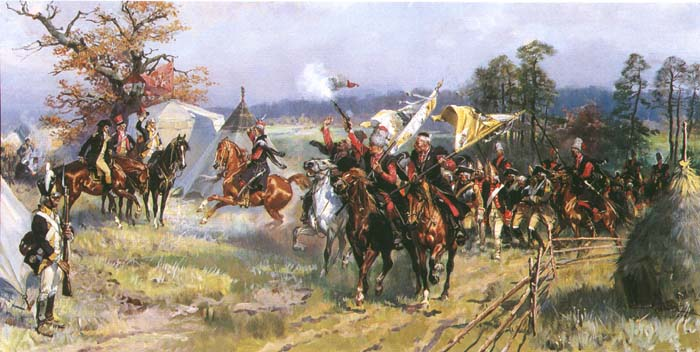
Après la bataille de Zieleńce, par Wojciech Kossak

Les Russes franchissent la frontière dans la nuit du 18 au 19 mai 1792.
Kościuszko rejoint le prince Poniatowski près de Janów le 29 mai. L'armée de la Couronne est cependant trop faible pour s'opposer aux quatre colonnes ennemies progressant en Ukraine occidentale et commence un retrait sur la rive ouest du Boug méridional, vers Lioubar et Polonne, Kościuszko commandant l'arrière-garde. En attendant des renforts promis par le roi, Poniatowski décide de quitter l'Ukraine et de passer en Volhynie où le lieutenant-général Michał Lubomirski a été chargé de rassembler vivres et matériel, afin d'établir un point de défense majeur.
Le 14 juin, Wielhorski est battu à Boruszkowce.
Le 17 juin, Poniatowski reçoit des renforts d'environ 2 000 hommes commandés par Lubomirski. Le lendemain, les Polonais battent le général Iraklij Morkow à Zieleńce. La victoire est célébrée par le roi, qui envoie des médailles de l'ordre militaire de Virtuti Militari qu'il vient de créer pour la circonstance.
Les forces russes continuent cependant d'avancer. L'armée polonaise recule en bon ordre, sous le commandement de Joseph Poniatowski. Mais début juillet Lubomirski trahit son camp et livre les fournitures dont il a la charge à l'ennemi. C'est cependant un puissant magnat et il faut attendre la fin du mois pour que le roi le relève officiellement de son commandement.[réf. nécessaire]
Le 7 juillet, Kościuszko retarde les Russes en livrant bataille à Volodymyr-Volynskyi. Pendant que l'armée de Poniatowski se retire sur le Boug, les unités de Kościuszko résistent encore à Dubienka le 18 juillet et remportent une brillante victoire face à l'armée de Mikhail Kakhovsky, 4 à 5 fois plus forte. Cependant, Kościuszko préfère se retirer et franchir le Boug, avant que les Russes ne l'encerclent complètement.

### Les opérations sur le front nord
Dans le grand-duché de Lituanie, les Russes franchissent la frontière le 22 mai, quatre jours après l'attaque dans le sud.
La Prusse ayant rompu l'alliance avec la Pologne, le duc de Wurtemberg, commandant en chef de l'armée lituanienne, refuse d'affronter les Russes. Feignant d'être malade, il ne rejoint pas le front et demeure à Wołczyn, d'où il envoie des ordres contradictoires à ses troupes. L'armée de Lituanie n'offre que peu de résistance à l'avancée des Russes. Minsk est abandonnée le 31 mai, après quelques escarmouches.
Le 4 juin, le commandement est attribué au général Judycki qui décide d'affronter les Russes. Mais ceux-ci l'emportent à Mir le 11 juin et continuent d'avancer à travers le grand-duché. L'armée lituanienne se retire vers Grodno. Le 14, les Russes prennent Wilno, après une petite escarmouche avec la garnison. Le 20, Kowno est prise sans opposition. Révoqué, Judycki est remplacé par Michał Zabiełło (23 juin).
Le 4 juillet, les Lituaniens sont battus à la bataille de Zelva. Grodno tombe le 5 et Białystok le 17, puis Brest le 23. Mais l'armée lituanienne défend vaillamment les points de passage sur le Boug et, le 24, les Russes sont battus à Krzemień. C'est la première et la dernière victoire significative de l'armée lituanienne.

### La fin de la guerre
Alors que le prince Poniatowski et Kościuszko considèrent qu'il est encore possible de faire face en rassemblant toutes les forces de la République pendant que les Russes sont encore dispersés, le roi Stanislas II, avec l'accord du conseil des Gardiens des lois (organisme institué par la constitution du 3 mai), décide de demander un cessez-le feu. Catherine II exige alors qu'il rejoigne la confédération de Targowica, ce qu'il accepte le 22 ou 23 juillet.
Le 26 juillet, la cavalerie de Poniatowski repousse une dernière attaque à Markuszów, dans la région de Lublin.
L'armée polonaise, qui n'a pas subi jusqu'ici de défaite majeure et qui est encore en état de combattre, est insatisfaite du cessez-le-feu. Le prince Poniatowski, Kościuszko et beaucoup d'autres critiquent la décision du roi et beaucoup vont donner leur démission dans les semaines qui suivent. Poniatowski envisage même un moment de se rebeller contre les ordres de son oncle et de le faire arrêter. Il se résigne finalement et renonce à ce projet.
|                      |
| Stanislas II Auguste |

|                   |
| Józef Poniatowski |

|                    |
| Tadeusz Kościuszko |

|                       |
| Mikhaïl Kretchetnikov |

|                   |
| Mikhail Kakhovsky |

## Les conséquences de la défaite

### Letraité de partage de janvier 1793
La Russie reçoit 250 000 kilomètres carrés et la Prusse 58 000 kilomètres carrés du territoire de la République.
La Prusse reçoit la Grande-Pologne (Poznań), ainsi que le port de Dantzig.
La population de la Pologne est réduite au tiers de ce qu'elle était avant la première partition. Ce qui reste de l'État polonais est occupé par des garnisons russes. Le partage constitue une surprise pour la plupart des confédérés de Targowica, qui ne souhaitaient que rétablir le statu quo ante bellum et le maintien de leur Liberté dorée.

### La Diète de Grodno
Une nouvelle session du Parlement, connu sous le nom de Diète de Grodno est convoquée en mai 1793 et se réunit pendant l'été à Grodno. Le 23 novembre 1793, elle conclut ses délibérations sous la contrainte,,. Annulant la Constitution du 3 mai, elle accepte la deuxième partage de la Pologne.

### L'insurrection de 1794
En 1794, l'insurrection de Kościuszko tente de rétablir la République dans ses frontières et dans son indépendance. Mais le soulèvement échoue et aboutit, en 1795, au troisième partage de la Pologne : la république des Deux Nations, privée de tous ses territoires, cesse d'exister.

## Sources
- LCCN
- Pologne
- Israël

- (en) Cet article est partiellement ou en totalité issu de l’article de Wikipédia en anglais intitulé « Polish–Russian War of 1792 » (voir la liste des auteurs).

- (pl) Cet article est partiellement ou en totalité issu de l’article de Wikipédia en polonais intitulé « Wojna polsko-rosyjska 1792 » (voir la liste des auteurs).